# Слэй, Шарлотта
Revd Шарлотта Слэй (Слей) (англ. Charlotte Sleigh; род. 1973[…]) — британская исследовательница в области Science and technology studies, в особенности гуманитарных наук (история, литература, теология) и научной коммуникации; первоначально же историк науки, специализирующаяся на естествознании; также культурный критик.
Доктор философии, почетный профессор Университетского колледжа Лондона, прежде профессор Кентского университета (до 2020), также почетный. Экс-президент Британского общества истории науки (British Society for the History of Science) и экс-редактор The British Journal for the History of Science. Лауреат AHRC (Arts and Humanities Research Council) Innovation Award (2014). Известность (как «муравьиная женщина») получила благодаря своим исследованиям в области истории мирмекологии.

## Биография
Уже с детства заинтересовалась историей и философией науки.
Окончила Кембридж (2000), изучала биологические науки и специализировалась в области истории науки на кафедре истории и философии науки (Department of History and Philosophy of Science, University of Cambridge), уже там занималась историей мирмекологии. Вспоминала, что когда в 1998 она работала в Кембридже над своей докторской по науке, то наткнулась на книгу биолога Джулиана Хаксли «Муравьи»: «В книге Хаксли сказал, что муравьи очень похожи на людей. Это пробудило во мне интерес к муравьям на всю жизнь».
С 2000 года же лектор/ридер истории науки школы истории Кентского университета (перед чем год провела приглашенным ассистент-профессором в Калифорнийском университете в Лос-Анджелесе), затем старший лектор, с 2016 там же профессор, ныне почетный. Руководила более чем двадцатью аспирантами. Начинала с истории естествознания и писала о муравьях, лягушках и Homo sapiens. Как отмечают, ее книга Ant «была сосредоточена на популярной культуре, тогда как Six Legs Better рассматривает историю муравьев как изучаемых организмов с точки зрения историка науки».
Автор шести книг: Ant (Reaktion, 2003) ; Six Legs Better: A Cultural History of Myrmecology (Johns Hopkins, 2007, 302 pp., ISBN 0-8018-8445-4)  {Рец., , , , Richard W. Burkhardt Jr., Erika Lorraine Milam, Eric C. Brown}; Literature and Science (Palgrave, 2010); Frog (Reaktion, 2012) ; The Paper Zoo: 500 Years of Animals in Art (British Library/Chicago, 2016, 256 pages, ISBN 978 022644 7124)  и Human (Reaktion, 2020; совм. с Амандой Рис). Соредактор Cosmopolitan Animals (Palgrave, 2015).
Публиковалась в журналах Noema и Aeon, а также в Wellcome Stories, Anglican Theological Review, Journal of Science & Popular Culture, Journal of Literature and Science. В последние годы ее интерес к литературе стал фокусироваться на научной фантастике и раннем фэндоме в Британии. Есть сын.
Помощник викария в церкви Святого Мартина в Кентербери.
Проучившись в Колледже теологии Святого Августина в графстве Кент, где затем преподавала науку и духовность (почетный феллоу), была рукоположена в Кентерберийском соборе в 2022 году.
Более двадцати лет живет в Кентербери, замужем за Ником и имеет трех сыновей, когда не занята, увлекается музыкой (от хип-хопа до классики и многими другими направлениями), предпочитает занимается садоводством, гулять и читать.